# قائمة البعثات الدبلوماسية في فلسطين

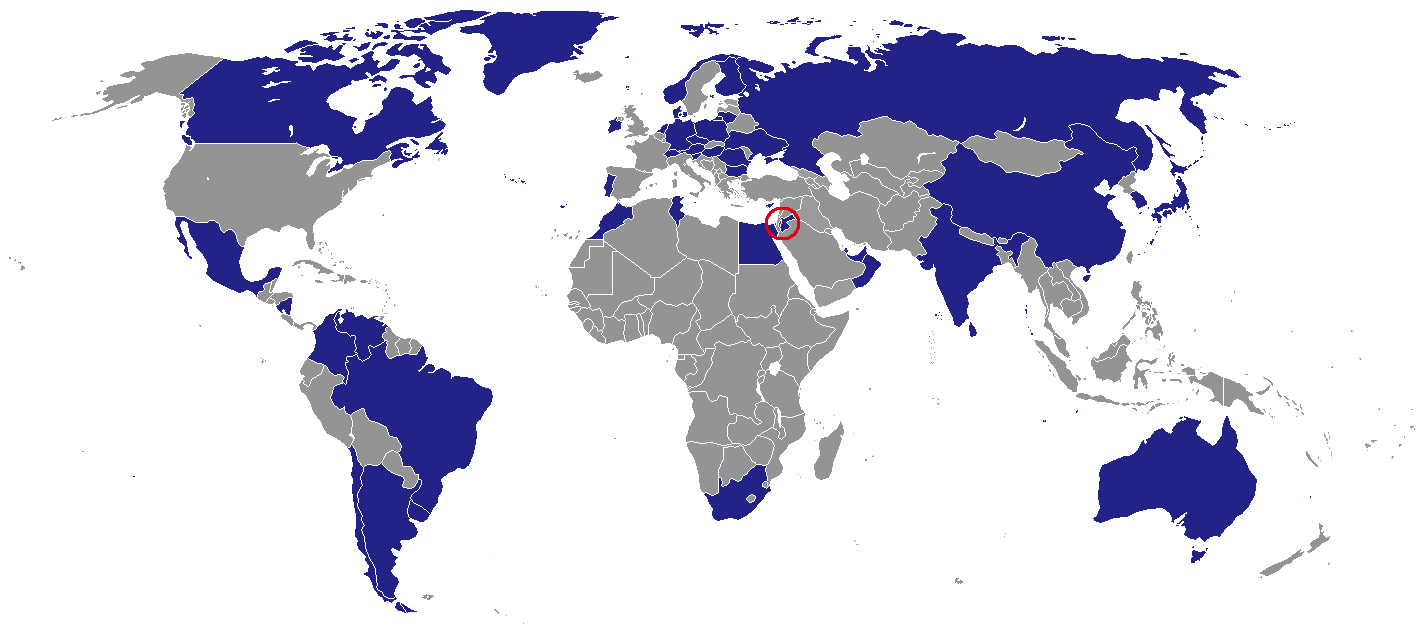
خريطة الدول التي تمتلك بعثات دبلوماسية في دولة فلسطين

هذه القائمة تشمل البعثات الدبلوماسية في فلسطين والمعتمدة لدى السلطة الوطنية الفلسطينية و/أو دولة فلسطين، وذلك اعتمادا على مستوى اعتراف تلك الدولة المرسلة بدولة فلسطين، وتسمى معظم البعثات الدبلوماسية لدى السلطة الوطنية الفلسطينية رسميا بـ«المكاتب التمثيلية» بسبب عدم اعتراف إسرائيل -والتي تسيطر على معظم أراضي السلطة الوطنية الفلسطينية والتي تطالب بها لتشكل أراضي دولة فلسطين- بدولة فلسطين، كما أنه يوجد مجموعة أخرى واسعة من التسميات لتلك البعثات.
بعض الدول التي لها علاقات دبلوماسية مع إسرائيل تُعتمد بعثاتها في تل أبيب أوالقدس على أنها بعثات لدى السلطة الوطنية الفلسطينية، في حين أن بعضا من تلك البعثات التابعة لهذه الدول والموجودة في الضفة الغربية أوقطاع غزة لا تؤدي وظائف القنصلية وإنما يتم التعامل مع سفاراتها في إسرائيل.
هذه القائمة تضم فقط البعثات المباشرة المعتمدة لدى فلسطين و/أوالسلطة الوطنية الفلسطينية أوالمقيمة في الأراضي الفلسطينية.
معظم البعثات الدبلوماسية لدى فلسطين و/أوالسلطة الوطنية الفلسطينية توجد مقراتها في مدينة رام الله، كما يوجد عدد قليل من البلدان التي لها مكاتب دبلوماسية في مدينة غزة، يوجد حاليا 39 بلدا لديها بعثات في دولة فلسطين بالإضافة إلى بعثة الاتحاد الأوروبي.

## مكاتب تمثيلية/بعثات
المقرات في تجمع مدن رام الله، والبيرة وبيتونيا ما لم يذكر خلاف ذلك
| - الأرجنتين - أستراليا - النمسا - البرازيل - بلغاريا - كندا - تشيلي - الصين: سفارة - قبرص - جمهورية التشيك - الدنمارك - مصر - إستونيا (بالتشارك مع سويسرا) - الاتحاد الأوروبي - فنلندا - ألمانيا - المجر - الهند - جمهورية أيرلندا - اليابان - الأردن | - كوريا الجنوبية - ليتوانيا - مالطا - المكسيك - المغرب - هولندا - النرويج - عُمان - بولندا - البرتغال - قطر (غزة) - رومانيا - روسيا - سلوفينيا - جنوب إفريقيا (مكاتب في غزة ورام الله) - سريلانكا - سويسرا - تونس - أوكرانيا - الإمارات العربية المتحدة - فنزويلا |

## سفارات معتمدة

### الأردن
- إندونيسيا (عمّان)
- العراق (عمان، الأردن)
- سوريا (عمّان)
- تايلاند (عمّان)
- تايوان (عمان، الأردن)

### مصر
- أفغانستان (القاهرة)
- ألبانيا (القاهرة)
- الجزائر (القاهرة)
- بنغلاديش (القاهرة)
- تنزانيا (القاهرة)
- فيتنام (القاهرة)
- اليمن (القاهرة)
- زيمبابوي (القاهرة)
- الغابون (القاهرة)
- غانا (القاهرة)
- بوليفيا (القاهرة)
- البوسنة والهرسك (القاهرة)
- جمهورية إفريقيا الوسطى (القاهرة)
- كازاخستان (القاهرة)
- لبنان (القاهرة)
- ليبيا (القاهرة)
- مالاوي (القاهرة)[3]
- المكسيك (القاهرة)
- ماليزيا (القاهرة)
- منغوليا (القاهرة)
- نيكاراغوا (القاهرة)
- نيجيريا (القاهرة)
- كوريا الشمالية (القاهرة)
- سنغافورة (القاهرة)
- جنوب السودان (القاهرة)
- سيراليون (القاهرة)

### سوريا
- بيلاروس (دمشق)
- باكستان (دمشق)
- الفلبين (دمشق)
- إيران (دمشق)
- صربيا (دمشق)
- سلوفاكيا (دمشق)

### أخرى
- بنين (طرابلس)
- كوبا (تونس)
- ماكاو (بكين)
- جزر المالديف (الرياض)

## القنصليات العامة في القدس
إن الدول التي تمتلك هذه القنصليات لا تعتبرها بعثات دبلوماسية إلى فلسطين أوإسرائيل، وإنما بعثات دبلوماسية إلى القدس، كما أن مسؤولي هذه البعثات لا يقدمون أوراق الاعتماد إلى رئيس منظمة التحرير الفلسطينية أورئيس السلطة الوطنية الفلسطينية أوالرئيس الإسرائيلي ولا إلى أي رئيس دولة آخر.
بعض البلدان التي تمتلك قنصليات عامة في القدس تكون من مسؤوليات قنصلياتها القيام باتصالات مع السلطة الوطنية الفلسطينية ومنظمة التحرير الفلسطينية، كما أن معظم البلدان التي تمتلك قنصليات عامة في القدس لديها سفارات منفصلة في تل أبيب ومعتمدة لدى إسرائيل.
- بلجيكا[4][5]
- فرنسا[6]
- اليونان[7]
- الكرسي الرسولي (وفد إلى القدس وفلسطين التاريخية)[8]
- إيطاليا[9][10]
- إسبانيا[11]
- السويد[12]
- تركيا[13]
- المملكة المتحدة[14][14][15][16][17]
- الولايات المتحدة[18]، في مارس 2019، دمجت القنصلية الأمريكية العامة في القدس ضمن السفارة الأمريكية في القدس، وصُغرت إلى وحدة لمتابعة الشؤون الفلسطينية.[19]

في يونيو 2024، أقر الكنيست الإسرائيلي قانونًا بالقراءة الأولى يمنع فتح بعثات دبلوماسية بالقدس لخدمة الفلسطينيين.

## روابط خارجية
- البعثات الأجنبية في فلسطين
- البعثات الدبلوماسية في رام الله، فلسطين